# Aleš Mertelj
Aleš Mertelj (ur. 22 marca 1987 w Kranju) – piłkarz słoweński grający na pozycji środkowego pomocnika. Od 2019 jest zawodnikiem klubu NK Triglav Kranj.

## Kariera klubowa
Swoją karierę piłkarską Mertelj rozpoczął w klubie NK Triglav Kranj. W 2006 roku awansował do kadry pierwszego zespołu i w sezonie 2005/2006 zadebiutował w nim w drugiej lidze słoweńskiej. W 2008 roku odszedł do FC Koper, w którym spędził rok.
Latem 2009 roku Mertelj przeszedł do NK Maribor. Zadebiutował w nim 26 lipca 2009 w przegranym 0:1 wyjazdowym meczu z Rudarem Velenje. Wraz z Mariborem trzykrotnie zostawał mistrzem kraju w latach 2011, 2012 i 2013. W latach 2010, 2012 i 2013 zdobył nim trzy Puchary Słowenii.
| Sezon   | Klub             | Kraj     | Rozgrywki | Mecze | Bramki |
| ------- | ---------------- | -------- | --------- | ----- | ------ |
| 2006/07 | NK Triglav Kranj | Słowenia | 2. SNL    | 25    | 0      |
| 2007/08 | NK Triglav Kranj | Słowenia | 2. SNL    | 21    | 2      |
| 2008/09 | FC Koper         | Słowenia | 1. SNL    | 35    | 3      |
| 2009/10 | NK Maribor       | Słowenia | 1. SNL    | 26    | 1      |
| 2010/11 | NK Maribor       | Słowenia | 1. SNL    | 20    | 1      |
| 2011/12 | NK Maribor       | Słowenia | 1. SNL    | 31    | 2      |
| 2012/13 | NK Maribor       | Słowenia | 1. SNL    | 27    | 1      |
| 2013/14 | NK Maribor       | Słowenia | 1. SNL    |       |        |

## Kariera reprezentacyjna
W reprezentacji Słowenii Mertelj zadebiutował 26 maja 2012 w zremisowanym 1:1 towarzyskim meczu z Grecją, rozegranym w Kufstein.

## Życie prywatne
Mertelj ma siostrę i brata, który jest piłkarzem wodnym.